# Radełkowanie

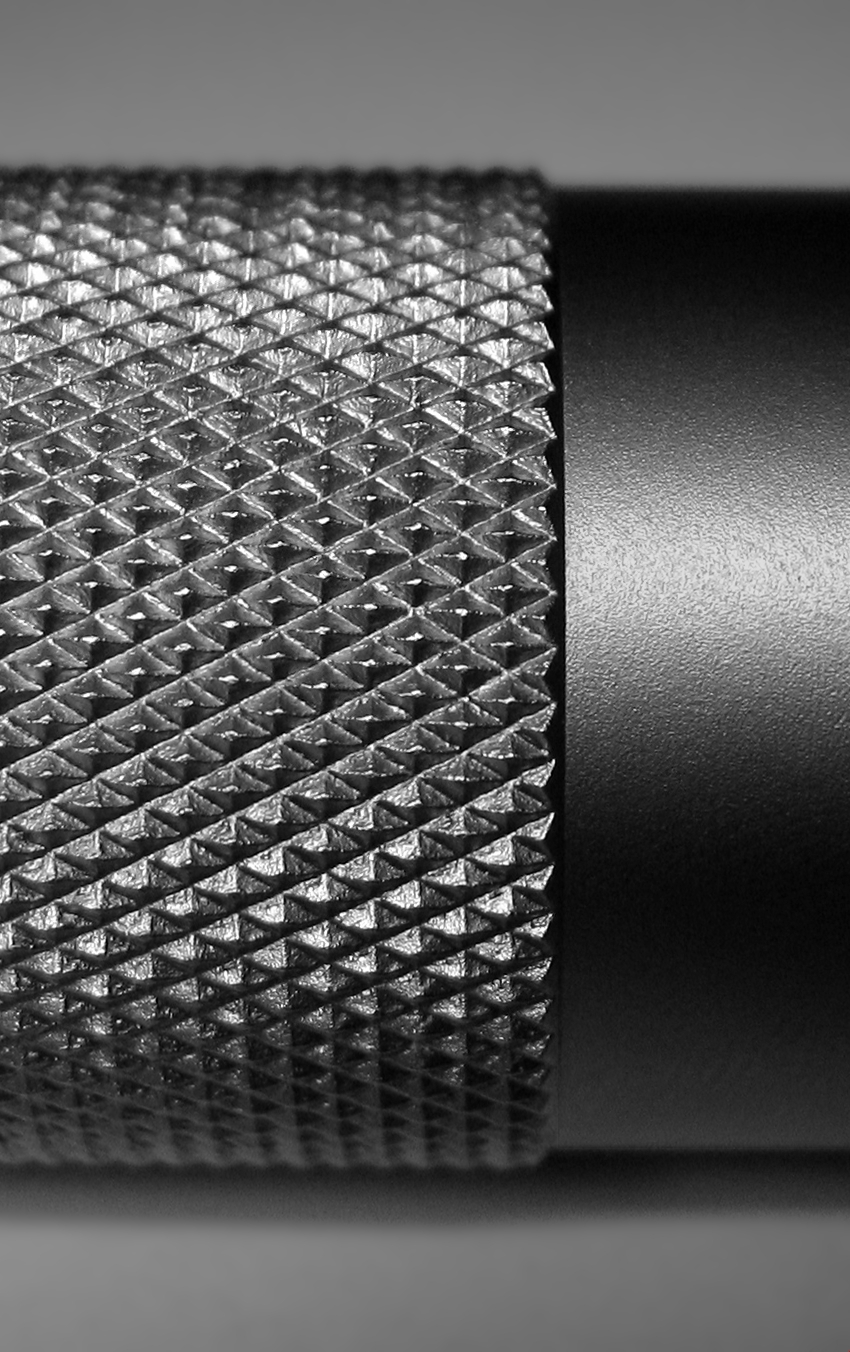
Przykład wyradełkowanego wzoru na elemencie narzędzia z aluminium anodyzowanego w kolorze srebrnym

Radełkowanie (moletowanie) – operacja tokarska polegająca na wygnieceniu na powierzchni wałka wzoru w postaci linii przy pomocy radełka. Radełkowanie wykonuje się na śrubach lub gałkach przeznaczonych do przekręcania ręką. Wygnieciony wzór ma za zadanie zmniejszenie poślizgu.
W zależności od rodzaju wzoru wygniecenia rozróżnia się radełkowanie typu:
- A – proste[1] (linie radełkowania są równoległe od osi wałka),
- B – śrubowe prawe[1],
- C – śrubowe lewe[1],
- D – śrubowo krzyżowe (wypukłe)[1],
- E – śrubowo krzyżowe (wklęsłe)[1],
- F – krzyżowe (wypukłe)[1],
- G – krzyżowe (wklęsłe)[1].

Przykładowe oznaczenie:
Radełkowanie D0,8
Ostatnia liczba określa odległość między sąsiednimi liniami.